# Messingbandmineermot
De messingbandmineermot (Stigmella aeneofasciella) is een vlinder uit de familie van de dwergmineermotten (Nepticulidae). De 
wetenschappelijke naam werd gepubliceerd in 1855 door Herrich-Schäffer.

## Kenmerken
De spanwijdte is 4,4-5,5 mm. De kop is zwart. De voorvleugels zijn glanzend messingkleurig met een diep paarse basale band, een glanzende zilveren band voorbij het midden, voorafgegaan door een paarse band, het apicale gebied daarachter is diep paars. De achtervleugels zijn grijs. Volwassenen vliegen van april tot mei en van juli tot augustus. Er zijn twee generaties per jaar.

## Waardplanten
De larven voeden zich met Agrimonia eupatoria, Fragaria vesca, Potentilla anserina, Potentilla erecta en Potentilla reptans. Ze ontginnen de bladeren van hun waardplant. Het eerste deel van de mijn is een lange, slanke gang, vrij recht, vaak volgend op een nerf of de bladrand. Aan het einde verwijdt de gang zich tot een grote blaas.

## Verspreiding
De soort komt voor in Europa.